# Новоорлівка
Новоорлі́вка — село Хрестівської міської громади Горлівського району Донецької області, Україна. Населення становить 322 особи.

## Загальні відомості
Відстань до райцентру становить близько 21 км і проходить переважно автошляхом Т 0517.
Землі села розташовані між м. Хрестівка та с. Весела Долина, Бахмутський район Донецької області. На північ від села бере початок річка Кленова.
Неподалік від села розташований лісовий заказник місцевого значення Урочище Плоске.
Унаслідок російської військової агресії із серпня 2014 р. Новоорлівка перебуває на території ОРДЛО.

## Війна на сході України
22 вересня 2014 року село обстріляли проросійські терористи з метою дискредитації українських військовиків — яких у селі й не було. Після цього біля села зводиться блокпост, який вночі проти 24 вересня штурмували проросійські мародери та російські окупанти; речник РНБО Андрій Лисенко: «Біля селища Новоорлівка терористи п'ять разів обстріляли блокпост українських військових з систем „Град“, гармат, мінометів та танків. Після чого розпочали штурм. Вогнем у відповідь цей штурм було відбито». 17 листопада 2014-го загинув біля спостережного поста поблизу Новоорлівки солдат 54-го батальйону Ігор Юрченко під час надання допомоги та евакуації поранених: на вибухівці підірвався «Урал-169» навчального центру. Вояки вирушили на поміч екіпажу, Ігор наразився на вибуховий пристрій, зазнав численних поранень, несумісних з життям. Помер на руках у брата — військовика того ж батальйону.

## Населення

### Мова
Розподіл населення за рідною мовою за даними перепису 2001 року:
| Мова       | Кількість | Відсоток |
| ---------- | --------- | -------- |
| російська  | 253       | 78.57%   |
| українська | 69        | 21.43%   |
| Усього     | 322       | 100%     |